# Гриб-зонтик девичий
Гриб-зо́нтик де́вичий (лат. Leucoagaricus nympharum или Leucoagaricus puellaris) — гриб семейства Шампиньоновые. В старых системах таксономии относился к роду Макролепиота (Macrolepiota) и считался разновидностью гриба-зонтика краснеющего. Съедобен, но поскольку редок и подлежит охране, собирать его не рекомендуется[где?].

## Описание
Шляпка диаметром 4—7 (10) см, тонкомясистая, вначале яйцевидная, затем выпуклая, колокольчатая или зонтиковидная, с низким бугорком, край тонкий, бахромчатый. Поверхность очень светлая, иногда почти белая, бугорок буроватый, голый, остальная поверхность густо покрыта крупными волокнистыми чешуйками, вначале они белые или светло-орехового цвета, затем темнеют, особенно в центре шляпки.
Мякоть шляпки белая, в основании ножки на срезе слегка краснеет, с запахом редьки и без выраженного вкуса.
Ножка высотой 7—12 (16) см, толщиной 0,6—1 см, цилиндрическая, кверху сужается, с клубневидным утолщением в основании, бывает изогнутая, полая, волокнистая. Поверхность ножки гладкая, беловатая, со временем становится грязно-коричневатой.
Пластинки частые, свободные, с тонким хрящевидным коллариумом, с ровным краем, легко отделяются от шляпки. Цвет их вначале белый с розоватым оттенком, с возрастом становится темнее, от прикосновения пластинки коричневеют.
Остатки покрывала: кольцо в верху ножки беловатое, широкое, подвижное, с волнистым краем, покрыто хлопьевидным налётом; вольва отсутствует.
Споровый порошок белый или слегка кремовый.
Микроскопические признаки
Споры бесцветные, гладкие, эллипсоидные, 8—9×5—5,5 мкм, псевдоамилоидные, метахроматичные, с порой прорастания, содержат флуоресцирующую каплю.
Трама гименофора правильная.
Базидии булавовидные, четырёхспоровые, 32—38×11—13 мкм, со стеригмами длиной 3—4 мкм.
Хейлоцистиды различной формы, бесцветные, тонкостенные, 27—35×10—12 мкм.
Цветовые химические реакции:
реакции пластинок с α-нафтолом и мякоти с анилином — отрицательные; шляпки, ножки и мякоти с сульфованилином — отрицательная, мякоть с фенолом коричневеет, с лактофенолом слабо коричневеет, с гваяколом даёт оливковую окраску.

## Экологияи распространение
Растёт на почве в сосновых и смешанных лесах, на лугах, появляется одиночно или группами, встречается редко. Распространён в Евразии, известен на Британских островах, во Франции, Германии, Финляндии, Польше, Чехии, Словакии, Эстонии, на Украине, на севере Балканского полуострова. В России встречается в Приморском крае, на Сахалине, очень редко в европейской части.
Сезон: август — октябрь.

## Сходные виды
Съедобные:
- Гриб-зонтик краснеющий (Chlorophyllum rhacodes) с более темноокрашенной шляпкой и интенсивно окрашивающейся на срезе мякотью, больше размерами.

## Вид в Красных книгах
Во многих регионах распространения гриб-зонтик девичий редок, требует охраны. Был занесен в Красную книгу СССР и Красную книгу Российской Федерации (по состоянию на 1 июня 2005 г. — исключён из Красной книги РФ), теперь — в Красную книгу Белоруссии, во многие региональные Красные книги в России (Астраханская область, Кемеровская область, Приморский край, Хабаровский край, Сахалинская область, Саратовская область, Республика Алтай, Башкортостан, Тыва, Адыгея).
Численность: во всех регионах численность невелика и подвержена значительным колебаниям.
Факторы угрозы: чрезмерная вырубка лесов, пожары, уплотнение и загрязнение почвы в результате рекреационных нагрузок.
Меры охраны: контроль за состоянием популяций, сохранение лесных ценозов, организация заказников с запретом всех видов рубок леса и хозяйственной трансформации земель, ограничение рекреационных нагрузок. Гриб хорошо культивируется, возможно сохранение его в виде чистой культуры и разведение в естественных условиях.